# Джефф Барроу
Джеффрі Пол Барроу (англ. Geoffrey Paul Barrow) (нар.9 грудня 1971, Walton in Gordano) — британський продюсер, DJ та композитор. Є одним із засновників бристольського гурту Portishead, BEAK> та Quakers.

## Кар'єра

### Portishead
До створення Portishead у 1991 році Барроу працював у Бристольській студії Coach House, де познайомився з Massive Attack, а потім з Tricky. За цей час репутація Барроу як продюсера реміксів зросла, оскільки він працював над треками Primal Scream, Paul Weller, Gabrielle і Depeche Mode. Після знайомства зі співачкою Бет Гіббонс у 1991 році пара почала писати пісні разом із гітаристом Адріаном Атлі, який згодом став третім учасником групи.
Короткометражний фільм Portishead «To Kill a Dead Man», у якому звучала музика групи та були присутні Гіббонс і Барроу як актори, привернув увагу Go! Records, які підписали контракт із гуртом і випустили його дебютний альбом «Dummy» у 1994 році. Дебют майже миттєво заслужив одностайне визнання у Великобританії, зокрема музичну премію Mercury Prize. Незабаром після отримання цієї нагороди Барроу почав працювати над другим однойменним альбомом «Portishead», який вийшов у 1997 році, а за ним у 1998 році вийшов концертний альбом «Roseland NYC Live».
Третій і останній на сьогодні альбом «Third» гурт представив у 2008 році. Вперше за сім років гурт виступив 2 травня 2022 року в рамках концерту War Child на підтримку біженців та дітей, які постраждали від російського вторгнення в Україну.

### Invada
У 2001 році, переїхавши до Австралії, Барроу заснував лейбл Invada Records, а вже у 2003-му було створено і британське відділення. Лейбл має репутацію випуску альтернативної музики без обмежень щодо жанру, стилю чи навіть формату. З моменту заснування компанія випустила музику таких виконавців, як Gonga, Julian Cope, Thought Forms, BEAK>, The Fauns, Adrian Utley, The KVB, Sleaford Mods, Drokk, College, Fairhorns і CUTS, і це лише деякі. Лейбл також сприяв зростанню популярності випуску саундтреів. Invada стала відомою випуском музичних композицій до фільмів і відеоігор, таких як Drive, Ex Machina, Solaris, Hannibal, Far Cry 3 і 4, Watch Dogs і 30 Days Of Night.

### Сайд-проєкти, продюсування та співпраця
На початку 90-х Барроу створив собі ім'я як реміксер, працюючи з такими артистами, як Primal Scream, Paul Weller, Gabrielle і Depeche Mode. Він продюсував трек для Tricky і писав пісні для Neneh Cherry, обидва з яких проживали в Бристолі, а також працювали з Massive Attack.
У 2005 році Барроу та співавтор Portishead Адріан Атлі продюсували третій альбом The Coral The Invisible Invasion. У 2009 році Барроу продюсував другий альбом The Horrors Primary Colours разом з Крейгом Сілві. Він змікшував однойменний дебютний альбом Billy Nomates, а також її міні-альбом «Emergency Telephone».
У 2009 році він створив гурт BEAK> разом з Біллі Фуллером (Fuzz Against Junk) і Меттом Вільямсом (Team Brick). Їхній однойменний альбом вийшов у 2009 році. 2010 року гурт виступив як акорд-група для однойменного дебютного альбому Аніки. Барроу зустрів Аніку, політичну журналістку, і запропонував разом записати матеріал. Альбом був створений протягом дванадцяти днів, використовуючи одну кімнату, без накладень або ремонту, і лише редагування для створення аранжувань. Головний сингл альбому «Yang Yang» вийшов 17 листопада 2009 року на Invada та Stones Throw Records у США та Японії.
На початку 2012 року було оголошено, що новий хіп-хоп проєкт Барроу Quakers випустить альбом на Stones Throw. Він також заснував музичний проєкт Drokk разом з телевізійним композитором Беном Солсбері та випустив альбом «Drokk: Music inspired by Mega-City One» з піснями, натхненними персонажем коміксів Джаджем Дреддом.

### Робота в кіно
Перший досвід композитора для фільмів Джефф здобув у роботі над стрічкою Бенксі «Вихід через сувенірну крамницю» 2010 року. 2013 року Барроу знову співпрацював з Беном Солсбері над музикою для фільму Алекса Гарленда Ex Machina. Дует також співпрацював над музикою для епізоду «Чорне дзеркало» «Люди проти вогню» та серіалу Netflix «Архів 81».

## Дискографія та продакшн
| Рік  | Альбом                                              | Виконавець                                  | Деталі                                                                                                 |
| ---- | --------------------------------------------------- | ------------------------------------------- | --- |
| 1992 | «Homebrew»                                          | Нене Черрі                                  | Співавтор та співпродюсер треку «Somedays»                                                             |
| 1994 | «Dummy»                                             | Portishead                                  | Як учасник групи; співпродюсер, композитор, ударні, клавішні, струнні аранжування, програмування       |
| 1995 | «Radar»                                             | Earthling                                   | Вертушки                                                                                               |
| 1997 | «Portishead»                                        | Portishead                                  | Як учасник групи; співпродюсер, композитор, барабани, вертушки, програмування, семплінг                |
| 1998 | «Roseland NYC Live»                                 | Portishead                                  | Як учасник групи; співпродюсер, композитор, барабани, вертушки, музичний керівник                      |
| 1999 | «Reload»                                            | Том Джонс                                   | Продюсер «Motherless Child» (як Portishead)                                                            |
| 2002 | «Len Parrot's Memorial Lift»                        | Бакстер Дюрі                                | Співпродюсер і ударні                                                                                  |
| 2002 | «Gonga»                                             | Gonga                                       | Зведення                                                                                               |
| 2003 | «McKay»                                             | Стефані Маккей                              | Продюсер                                                                                               |
| 2005 | «The Invisible Invasion»                            | The Coral                                   | Співпродюсер і зведення разом з Адріаном Атлі                                                          |
| 2007 | «A Love of Shared Disasters»                        | Crippled Black Phoenix                      | Продюсер                                                                                               |
| 2008 | «Third»                                             | Portishead                                  | Як учасник групи; співпродюсер, композитор, ударні, клавішні, синтезатор, бас, перкусія, програмування |
| 2009 | «Ugly Side of Love»                                 | Malachai                                    | Виконавчий продюсер                                                                                    |
| 2009 | «Primary Colours»                                   | The Horrors                                 | Співпродюсер, зведення, інженер запису                                                                 |
| 2009 | «BEAK>»                                             | Beak>                                       | Співпродюсер, композитор, музикант                                                                     |
| 2010 | «Anika»                                             | Anika                                       | Продюсер                                                                                               |
| 2012 | «Drokk: Music inspired by Mega-City One»            | Джефф Барроу та Бен Солсбері                | Співпродюсер, композитор, музикант                                                                     |
| 2012 | «Quakers»                                           | Quakers                                     | Продюсер                                                                                               |
| 2012 | «>>»                                                | Beak>                                       | Співпродюсер, композитор, музикант                                                                     |
| 2014 | «Beyond Ugly»                                       | Malachai                                    | Ударні                                                                                                 |
| 2015 | «Ex Machina (Original Motion Picture Soundtrack)»   | Джефф Барроу та Бен Солсбері                | Співпродюсер, композитор, музикант                                                                     |
| 2015 | «Meow the Jewels»                                   | Run the Jewels                              | Ремікс «Close Your Eyes and Meow to Fluff»                                                             |
| 2015 | «Split»                                             | Beak> and <Kaeb                             | Співпродюсер, композитор, музикант                                                                     |
| 2016 | «Couple in a Hole (Original Soundtrack)»            | Beak>                                       | Співпродюсер, композитор, музикант                                                                     |
| 2016 | «Black Mirror: Men Against Fire (Original Score)»   | Джефф Барроу та Бен Солсбері                | Співпродюсер, композитор, музикант                                                                     |
| 2017 | «Everything Now»                                    | Arcade Fire                                 | Додатковий продакшн, синтезатор на «Creature Comfort»                                                  |
| 2017 | «Free Fire (Original Motion Picture Soundtrack)»    | Джефф Барроу та Бен Солсбері                | Співпродюсер, композитор, музикант                                                                     |
| 2018 | «Annihilation (Original Motion Picture Soundtrack)» | Джефф Барроу та Бен Солсбері                | Співпродюсер, композитор, музикант                                                                     |
| 2018 | «>>>»                                               | Beak>                                       | Співпродюсер, композитор, музикант                                                                     |
| 2019 | «Hanna»                                             | Джефф Барроу, Бен Солсбері та Саймон Ешдаун | Композитор                                                                                             |
| 2019 | «Luce (Original Motion Picture Soundtrack)»         | Джефф Барроу та Бен Солсбері                | Композитор                                                                                             |
| 2020 | «Devs»                                              | Джефф Барроу та Бен Солсбері                | Композитор                                                                                             |
| 2020 | «Billy Nomates»                                     | Billy Nomates                               | Зведення                                                                                               |
| 2020 | «Emergency Telephone EP»                            | Billy Nomates                               | Зведення                                                                                               |
| 2022 | «Archive 81»                                        | Джефф Барроу та Бен Солсбері                | Композитор                                                                                             |
| 2022 | «Men»                                               | Джефф Барроу та Бен Солсбері                | Композитор                                                                                             |
| 2024 | «Повстання Штатів»                                  | Джефф Барроу та Бен Солсбері                | Композитор                                                                                             |
| 2025 | «Стів»                                              | Джефф Барроу та Бен Солсбері                | Композитор                                                                                             |